# مسجد چقچن
مسجد چقچن (اردو: مسجد چقچن; به معنی «مسجد معجزه آسا» ) مسجدی واقع در شهر خپلو در گلگت-بلتستان، در شمال پاکستان است. این مسجد متعلق به سال ۱۳۷۰ میلادی است و یکی از قدیمی‌ترین مسجدها در منطقه است و مربوط به زمانی است که مردم این منطقه یکباره از آیین بودایی به اسلام، تغییر دین دادند. طراحی مسجد به شدت تحت تأثیر معماری دره کشمیر است و به احتمال زیاد، صنعتگران کشمیری آن را ساخته‌اند.

## تاریخچه
به گفته برخی از منابع، میر سید علی همدانی مسجد چقچن را بنا کرده‌است.در حالی که در دیگر منابع گفته شده است که در هنگام ورود صوفی، سید محمد نوربخش خراسانی از کشمیر به بلتستان راجه، حاکم محلی، اسلام را پذیرفته و سفارش ساخت مسجد را در سال ۱۳۷۰ میلادی داده‌است. اما تاریخ ارائه شده در نظریه دوم با منابع تاریخی که ساخت مسجد را دو دهه قبل از تولد سید محمد نوربخش خراسانی می‌دانند، در تضاد است.

## ۰گالری

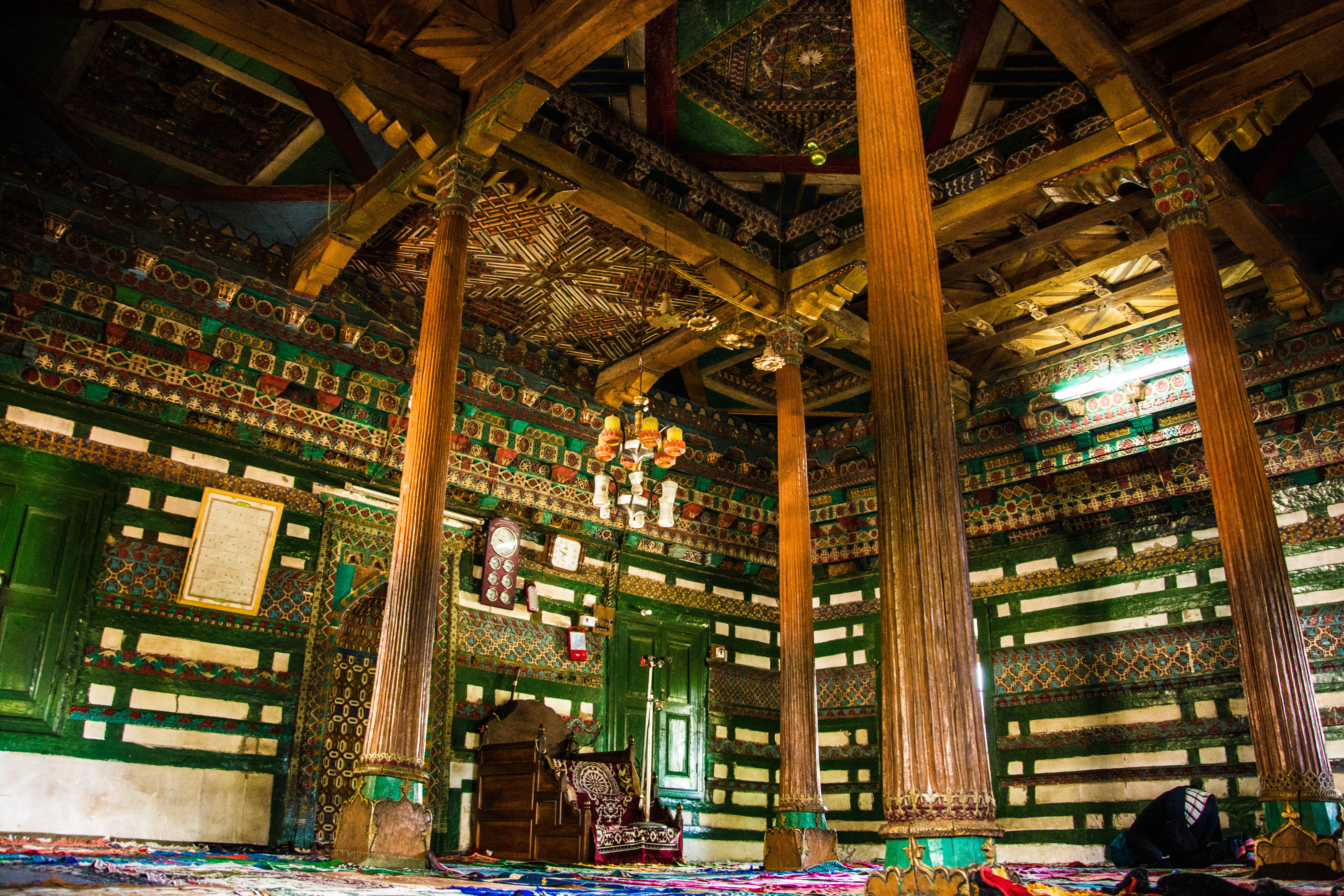
فضای داخلی مسجد
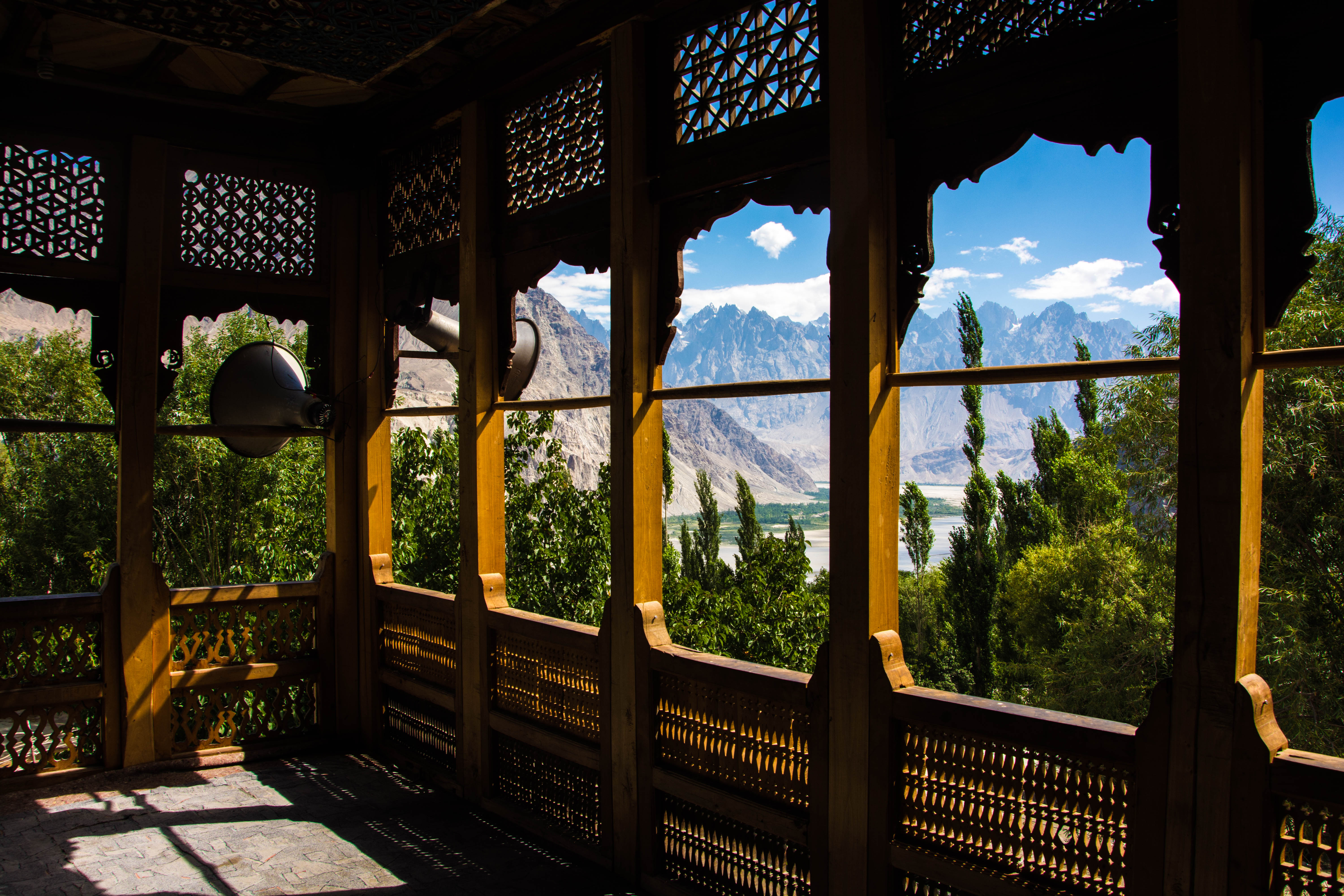
دید به منظرهٔ اطراف از مسجد
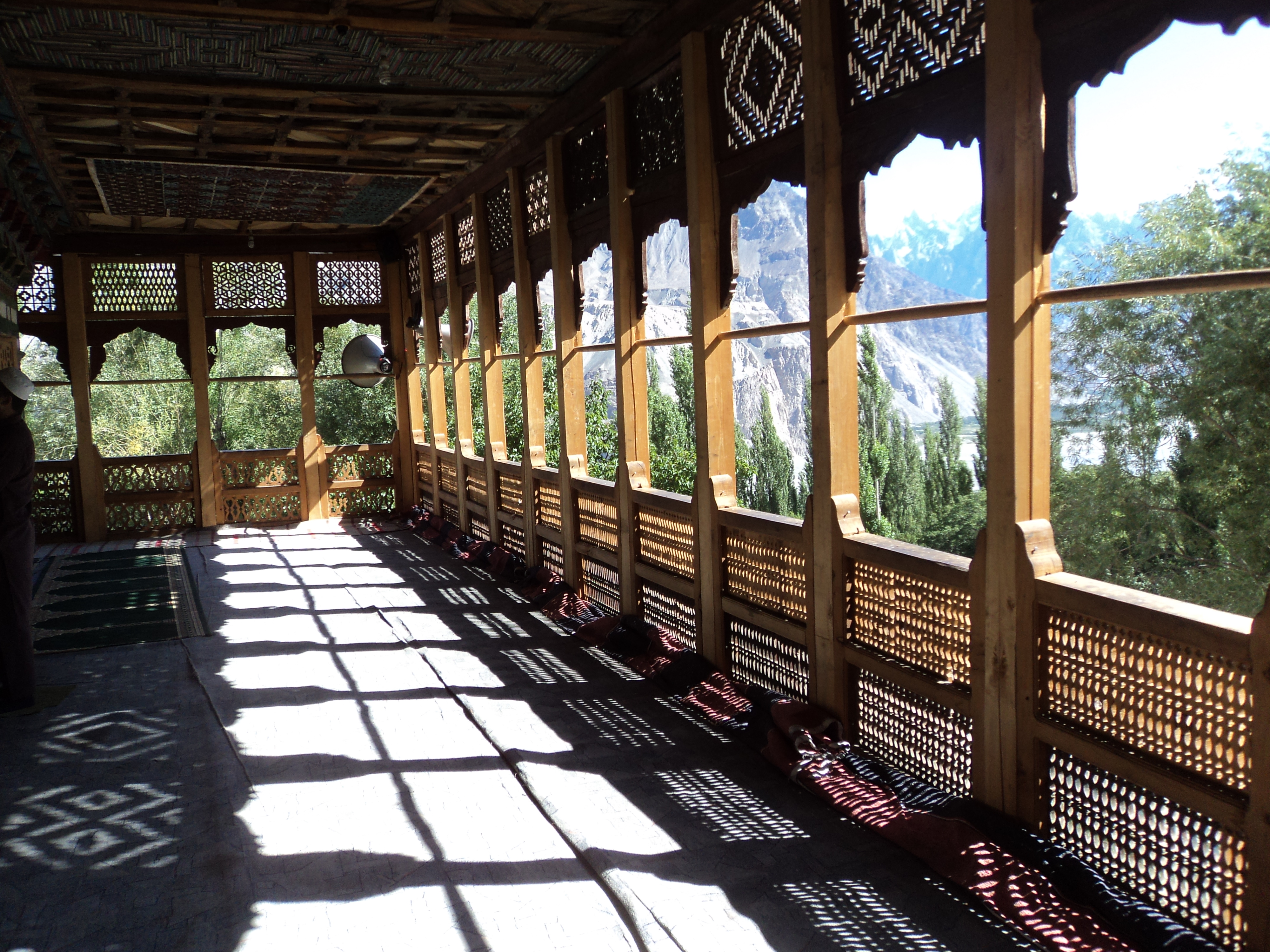
قوس‌های مسجد چقچن
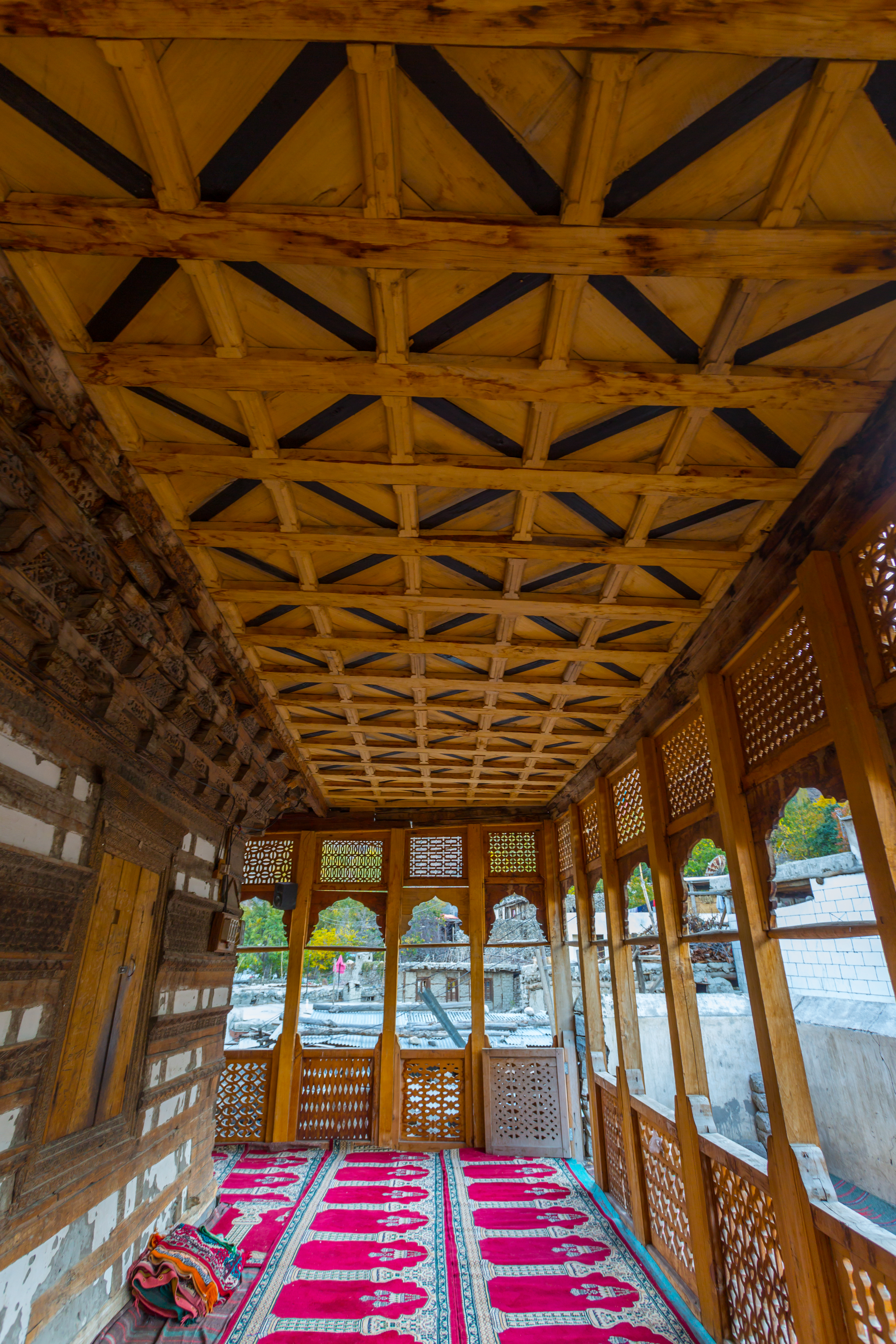
فضای داخلی مسجد
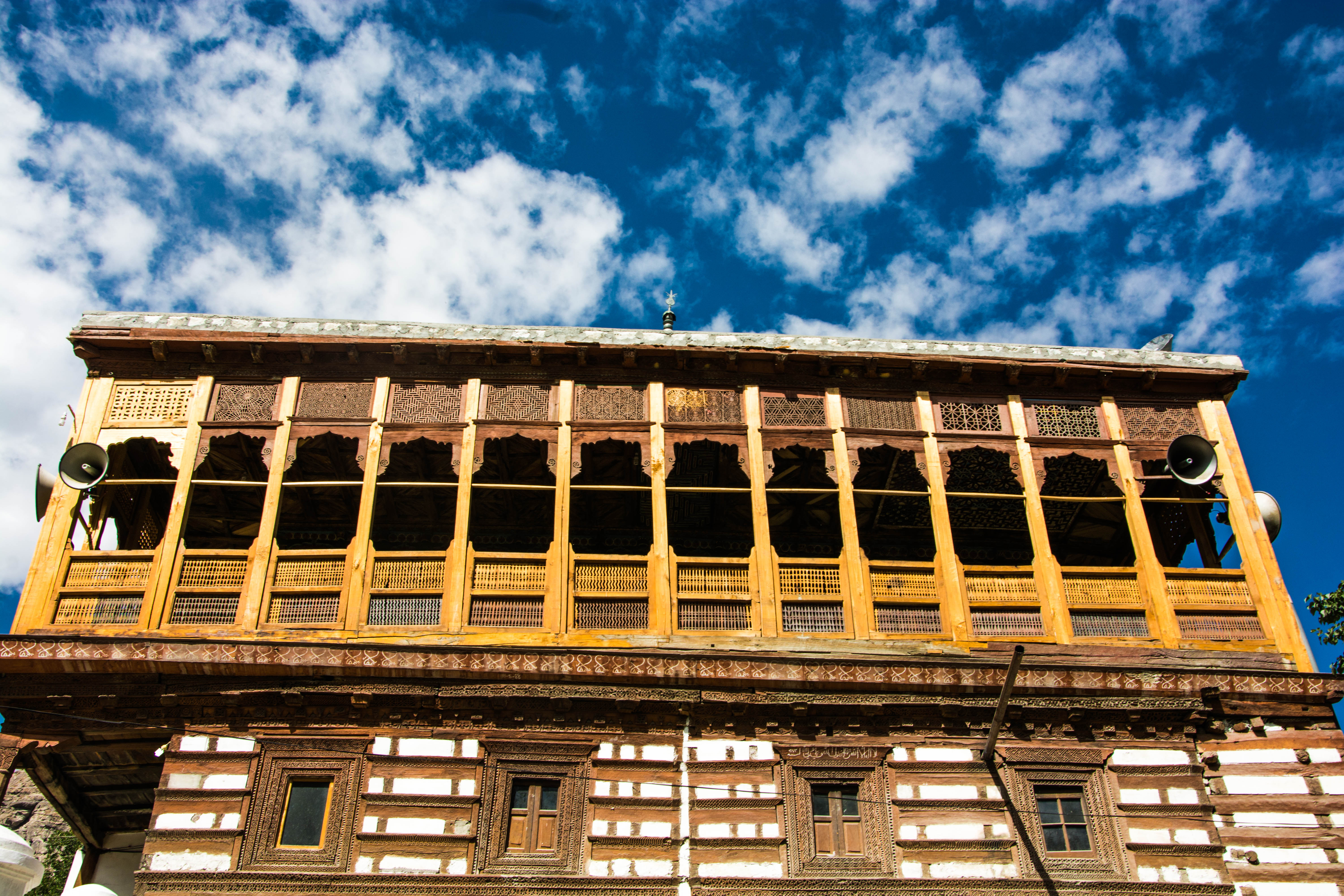
جدارهٔ خارجی مسجد
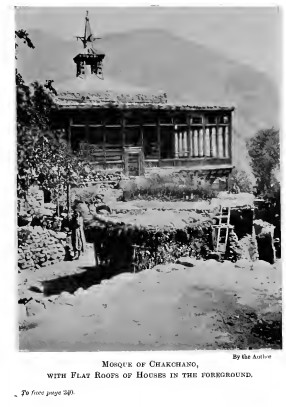
مسجد چقچن در دههٔ اول قرن بیستم
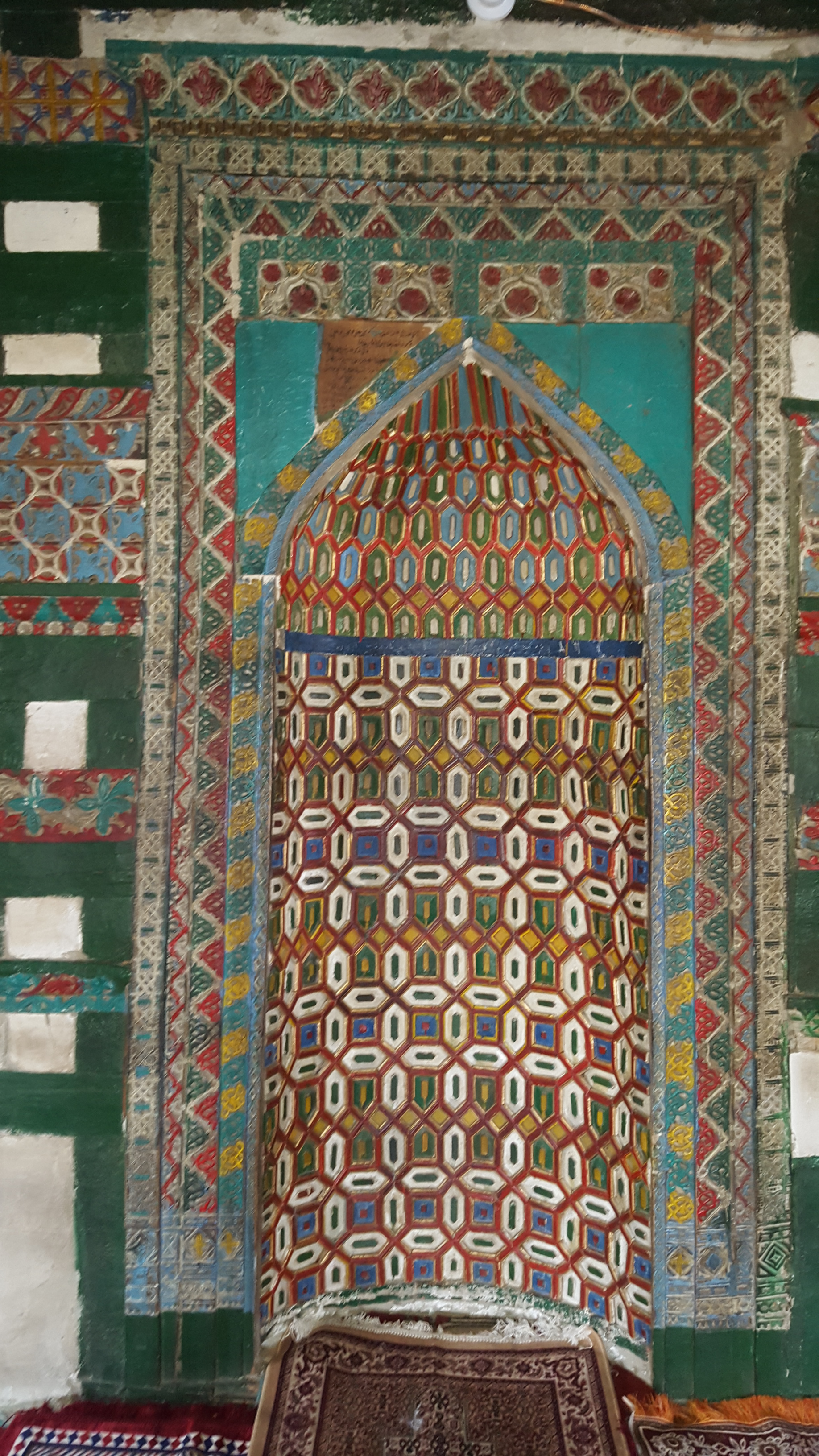
محراب
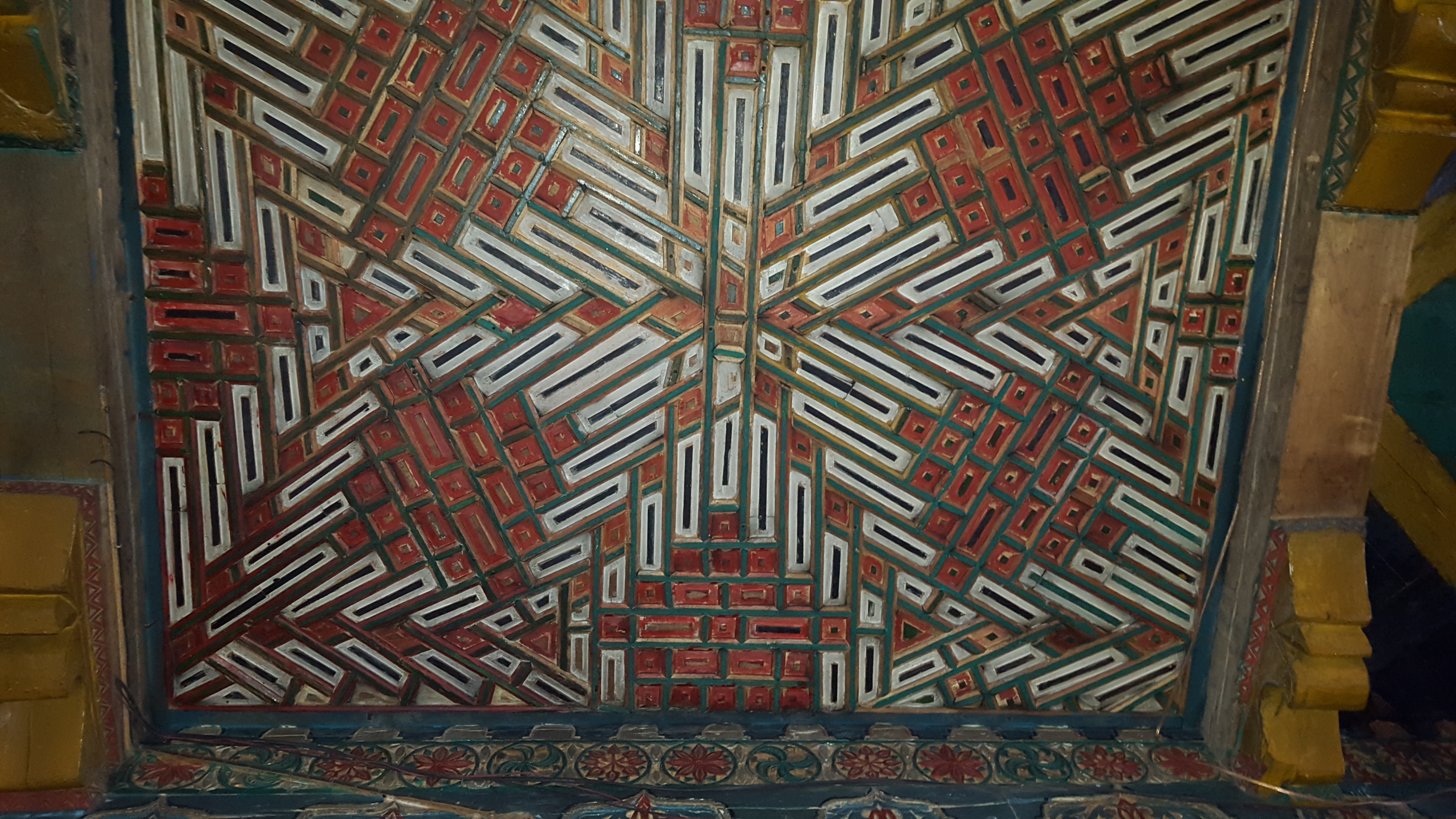
قسمتی از سقف
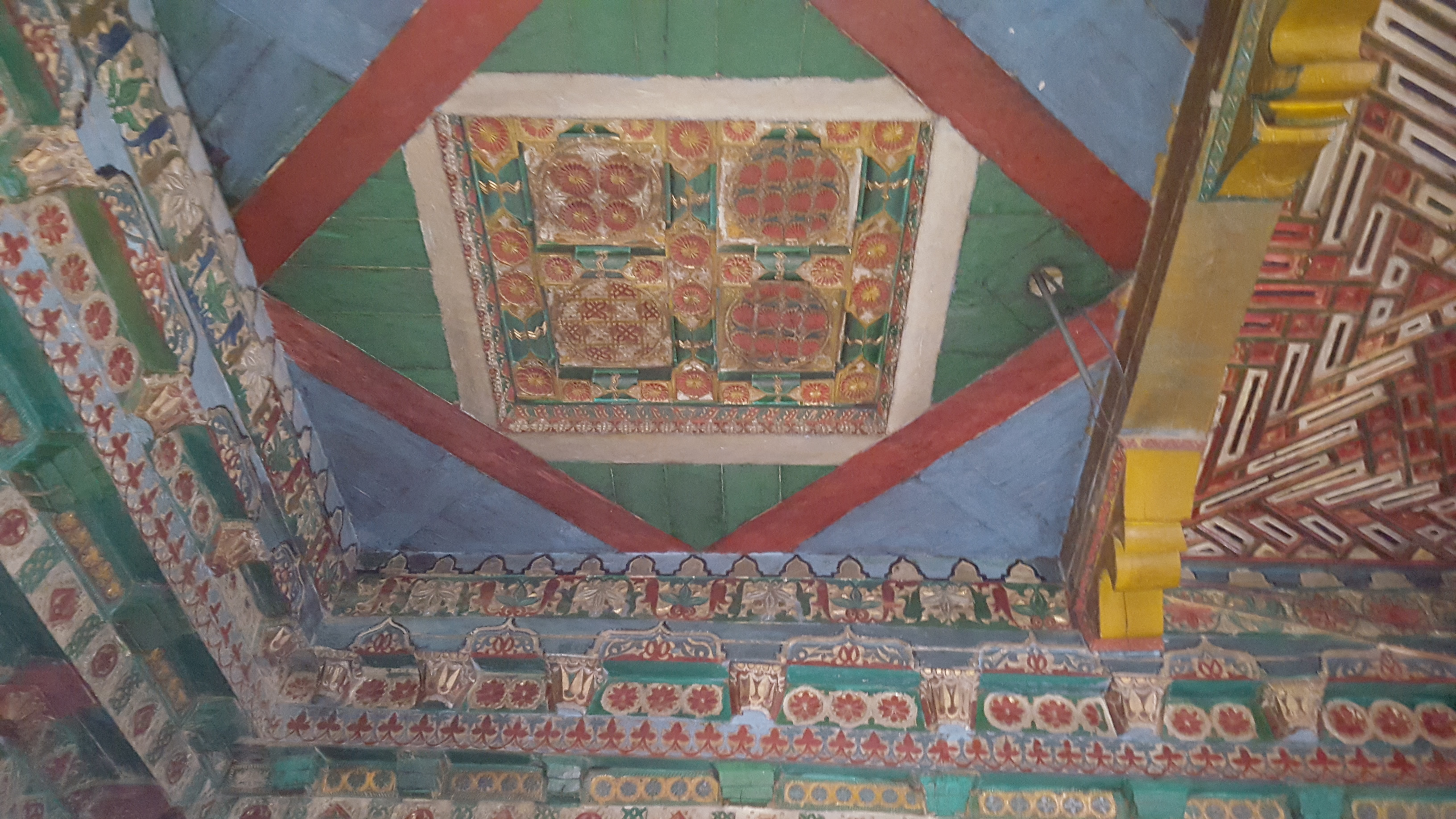
تقریباً تمام سطوح مسجد با تزئینات پوشانده شده‌اند.
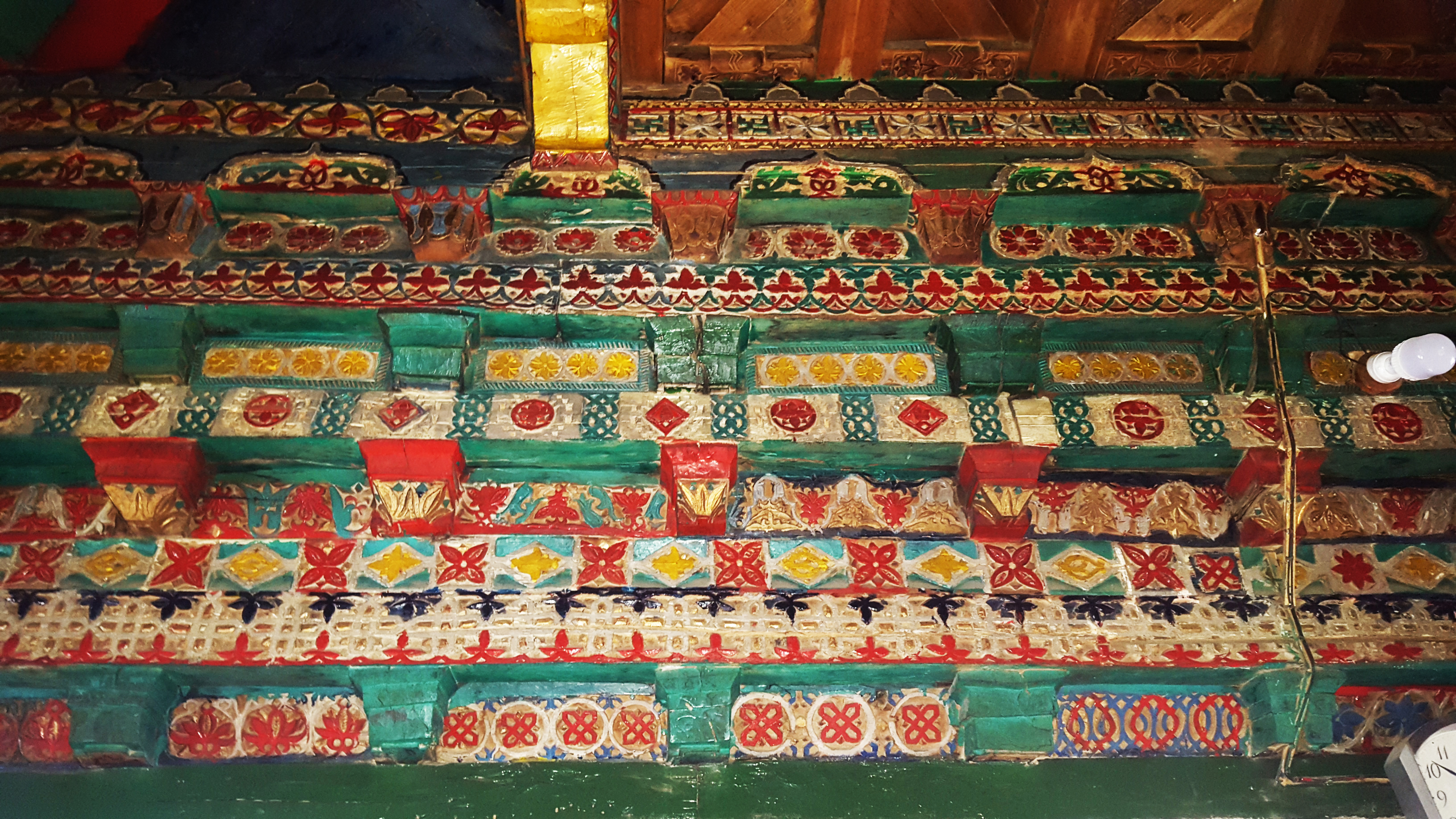
استفاده از رنگهای زنده در تزئینات